# Танабэ, Тикара
Тикара Танабэ (яп. 田南部力, род. 20 апреля 1975, Иванай) — японский борец вольного стиля, призёр Азиатских и Восточноазиатских игр, бронзовый призёр летних Олимпийских игр 2004 года в Афинах, участник двух Олимпиад.

## Карьера
Выступал в легчайшей (до 54 кг) и полулёгкой (до 55 кг) весовых категориях. Серебряный (1997) и бронзовый (2001) призёр Восточноазиатских игр. Серебряный призёр летних Азиатских игр 2002 года в Пусане.
На летних Олимпийских играх 2000 года в Сиднее Танабэ занял 10-е место.
На следующей Олимпиаде в Атланте Танабэ победил азербайджанца Намика Абдуллаева, индуса Йогешвара Дутта и стал первым в своей подгруппе. В финальной серии японец победил южнокорейца Кима Хюсуба, но уступил американцу Стивену Абасу. В утешительной схватке Танабэ победил представителя Греции Амирана Карданова и завоевал олимпийскую бронзу.